# Rhodometra virgenpamba
Rhodometra virgenpamba là một loài bướm đêm trong họ Geometridae.